# Famille de Ghistelles

Armes de la famille de Ghistelles

La famille de Ghistelles, ou de Gistel, ou encore van Ghistele en flamand, est une famille féodale des Pays-Bas méridionaux. Elle donne son nom à la ville de Gistel, dans la province de Flandre-Occidentale, en Belgique qui viendrait du nom Ghiselbert. Elle s'est éteinte au début du XIXe siècle.

## Origine
L'origine des de Ghistelles remonte avec un pirate danois qui s'est installé en Flandres, dans un château fort élevé par Charlemagne, proche de l'actuelle ville de Gistel. Un descendant de ce dernier travaille en 1009 pour Baudouin IV de Flandre en tant que préfet maritime pour s'occuper de l'entretien des côtes.
Un autre danois, Ghiselbert, s'installe dans une agglomération non loin de la forteresse qui entoure la chapelle de onze-lieve-vrouw-ter-kerke et lui donne le nom de Ghiselbert qui devient Gistel. Wulfart Ghistelles, fils de Ghiselbert, né à Sainte Aemond au Danemark, obtient la main de la fille de Baudouin IV de Flandre dit le Bauduin-le-Barbu, se fait baptiser par Saint-Arnoulphe en 1030 et construit un manoir au centre du village de Gistel.

## Filiation
Wulfart Ghistelles, a deux enfants, Bertholf et Fulcart. Tout d'abord Bertholf qui prend pour épouse, Godelieve de Wierre-Effroy, dite Godelieve de Gistel, la fait assassiner puis se remarie et a une fille Edith, aveugle de naissance et ensuite Fulcart qui a pour fils, Gauthier de Ghistelles décédé en 1110.
De Gauthier de Ghistelles décédé en 1110 suivent successivement : 
- Bauduin de Ghistelle (1100-1146), marié avec Mabille de Praets dont,
- Arnoul de Ghistelles (1133-après 1189), marié avec Agnès de Voormezeele dont,
- Gautier de Ghistelles (1166-1218), chevalier flamand capturé lors de la bataille de Bouvines, marié avec Helswinde van den Huuse dont,
- Jean Ier de Ghistelles (1201- 1272), marié avec Elisabeth van Voormezeele dont,
- Jean II de Ghistelles (1240-1289), marié avec Isabeau van der Woestine dont,
- Jean III de Ghistelles (1260-1315), chambellan du comte de Flandre, marié à Marguerite de Durbuy, fille de Gérard Ier de Durbuy dont,
- Jean IV de Ghistelles (1286-1346) mort à la bataille de Crécy, capitaine général de Flandre, marié à Marie de Luxembourg dont,
- Jean V de Ghistelles (1310-1389), marié avec Isabelle de Rodes dont,
- Gérard de Ghistelles (1355-1415), seigneur du Broeucq, de Wasquehal-la-Marque et de Wasquehal-Paroisse qui meurt lors de la Bataille d'Azincourt, marié avec Isabeau de Moere dont,
- Jean de Ghistelles (1375-1436), marié avec Marguerite Vilain de Gand dont,
- Gérard de Ghistelles (1415-1461), Grand bailli de Gand, marié avec Isabelle de Wilde dont
- Josse de Ghistelles (1456-1516), surnommé le Grand Voyageur.

## Personnalités rattachées

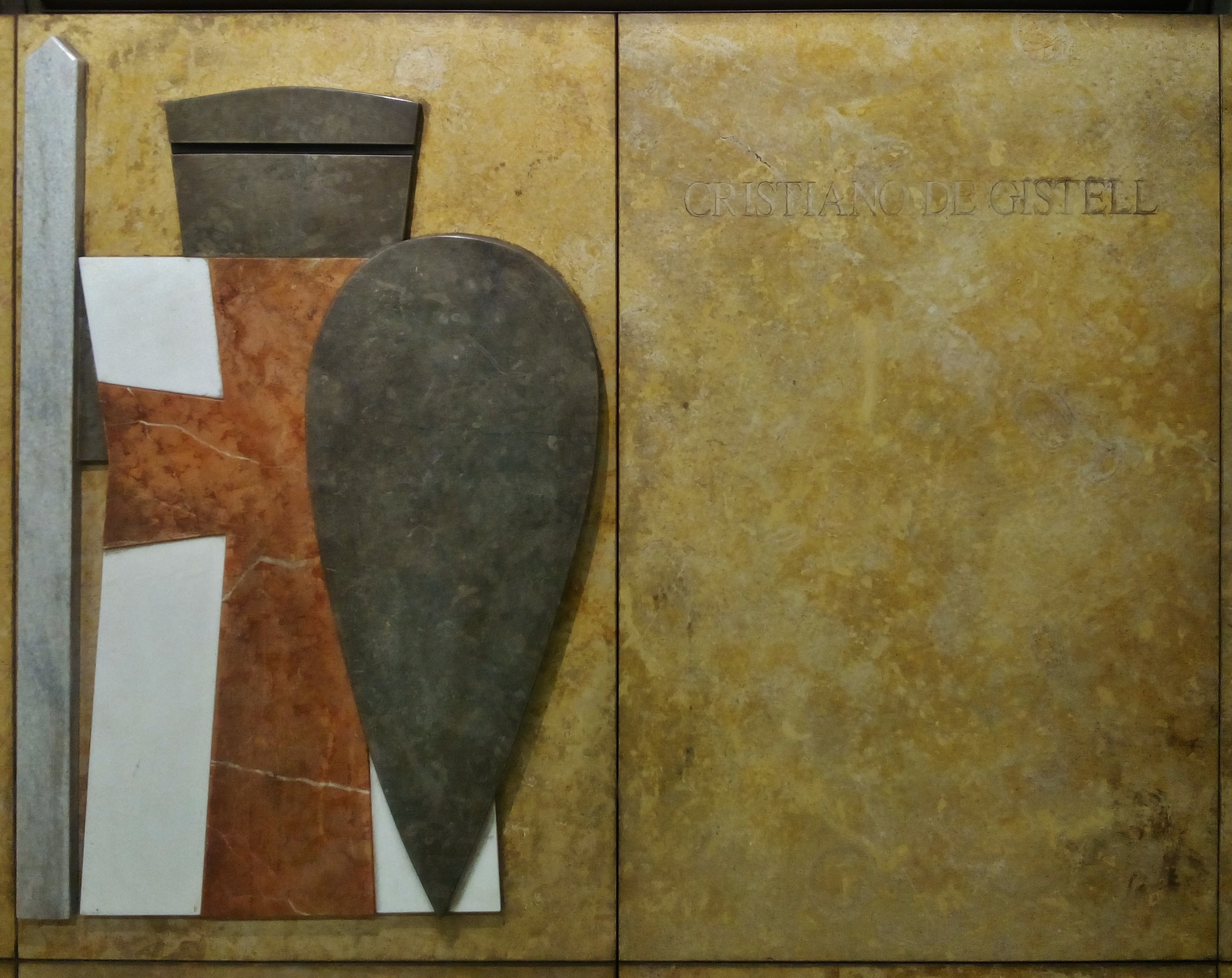
Hommage à Christian au station de métro Martim Moniz à Lisbonne.

- Godelieve de Gistel (1045-1070), sainte et martyre.
- Christian de Ghistelles, chevalier flamand qui commanda 164 vaisseaux au départ de Boulogne pour participer au Siège de Lisbonne (1147)[3]
- Arnulf de Ghistelles, abbé fondateur de l'ancienne brasserie de l'Abbaye de Villers en 1270[4]
- Corneille de Ghistelles (1510-1573), poète rhétoricien des Pays-Bas méridionaux ;
- Pierre de Ghistelles (fils de Corneille de Ghistelles), chevalier, gouverneur de Meurs et d'Ostende, meurt de ses blessures lors du Siège d'Ostende (1601-1604)
- Léon-Ange de Ghistelles (1701-1747), ecclésiastique, évêque désigné de Béziers de 1744 à 1745

## Armes
- De gueules au chevron d'hermine[5]

Ce sceau familial avec un chevron est connu depuis 1219. En 1275, le chevron d'argent a été changé en chevron d'hermine. Les trois molettes sont retrouvées dans le blason de Gérard de Ghistelles, seigneur d'Hekelsbecke et de Ledringhem (1335-1387). Le village de Ledringhem, dans le Nord de la France, possède un blason avec ce chevron d'hermine. Il a donc adopté ces armoiries après 1275.